# Kirche St. Georg (Aleppo)

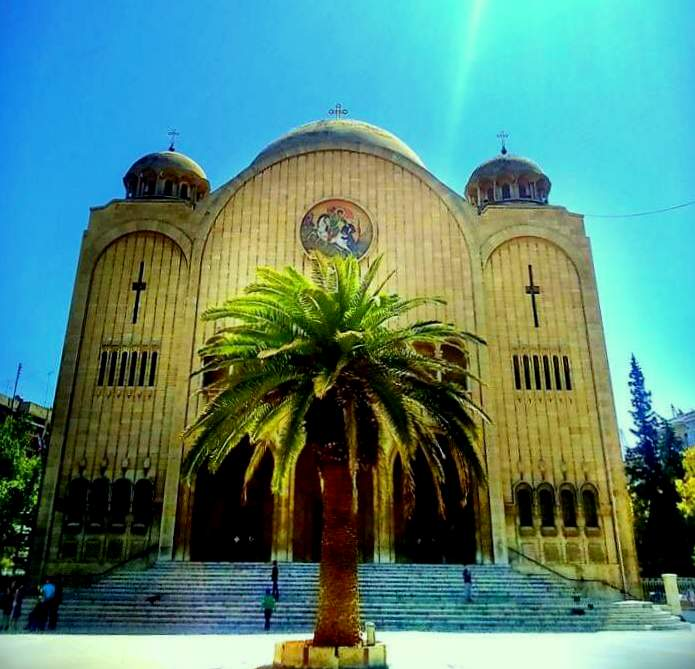
Melkitische griechisch-katholische Kirche St. Georg, 22. April 2017

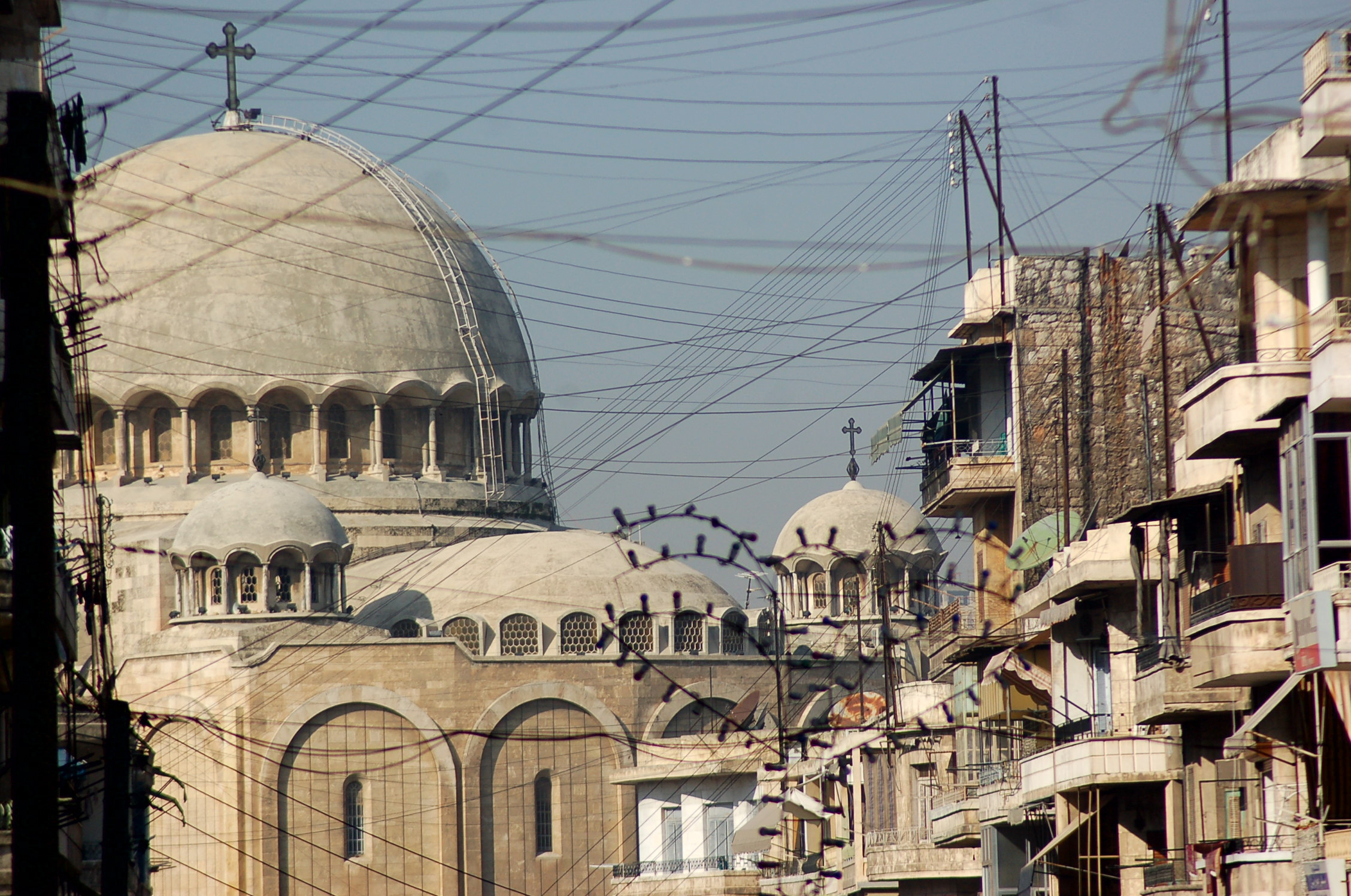
Ansicht von Osten aus, 2006

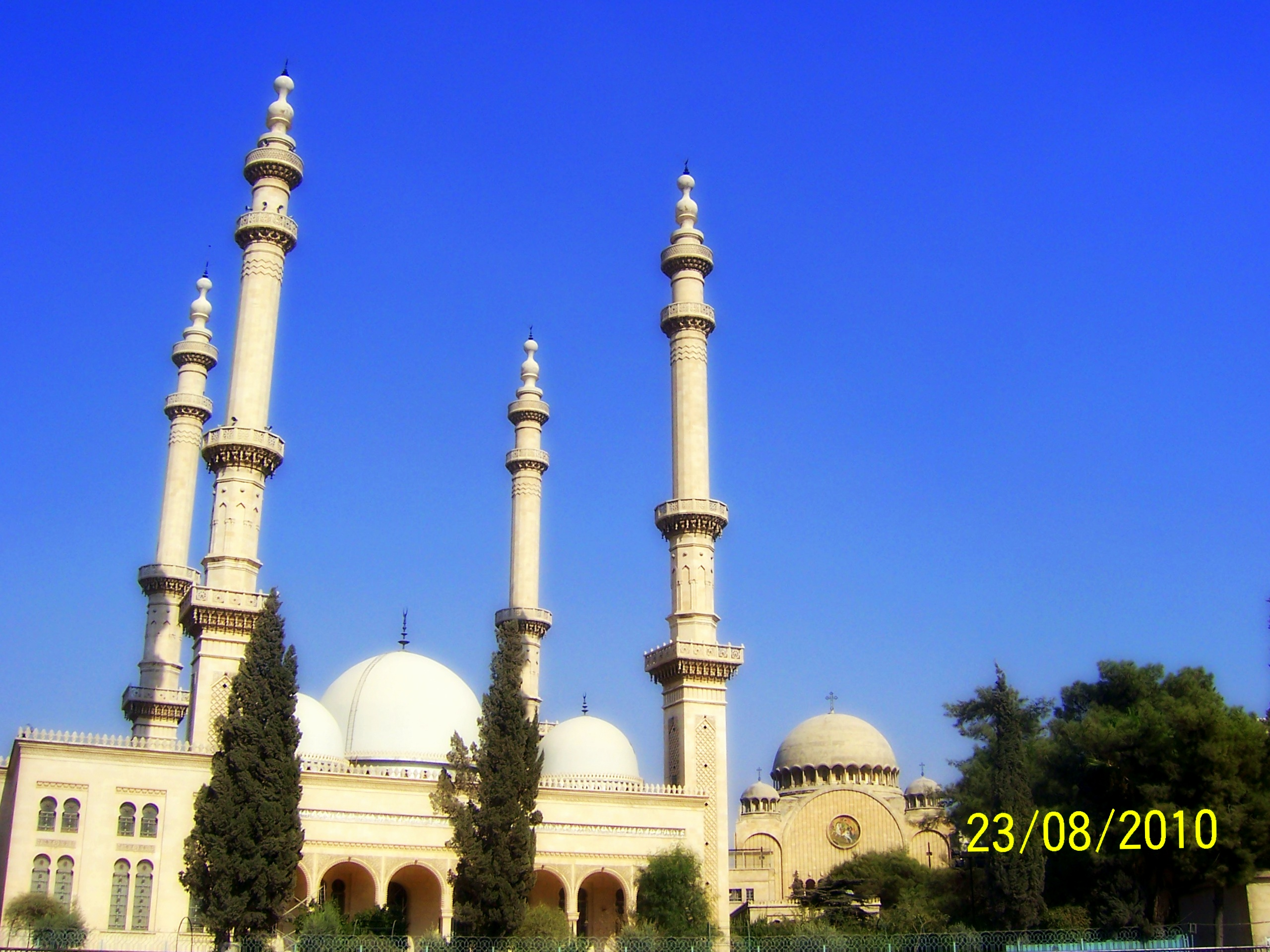
Al-Tawhid-Moschee und melkitische Kirche St. Georg in Aleppo, 2010

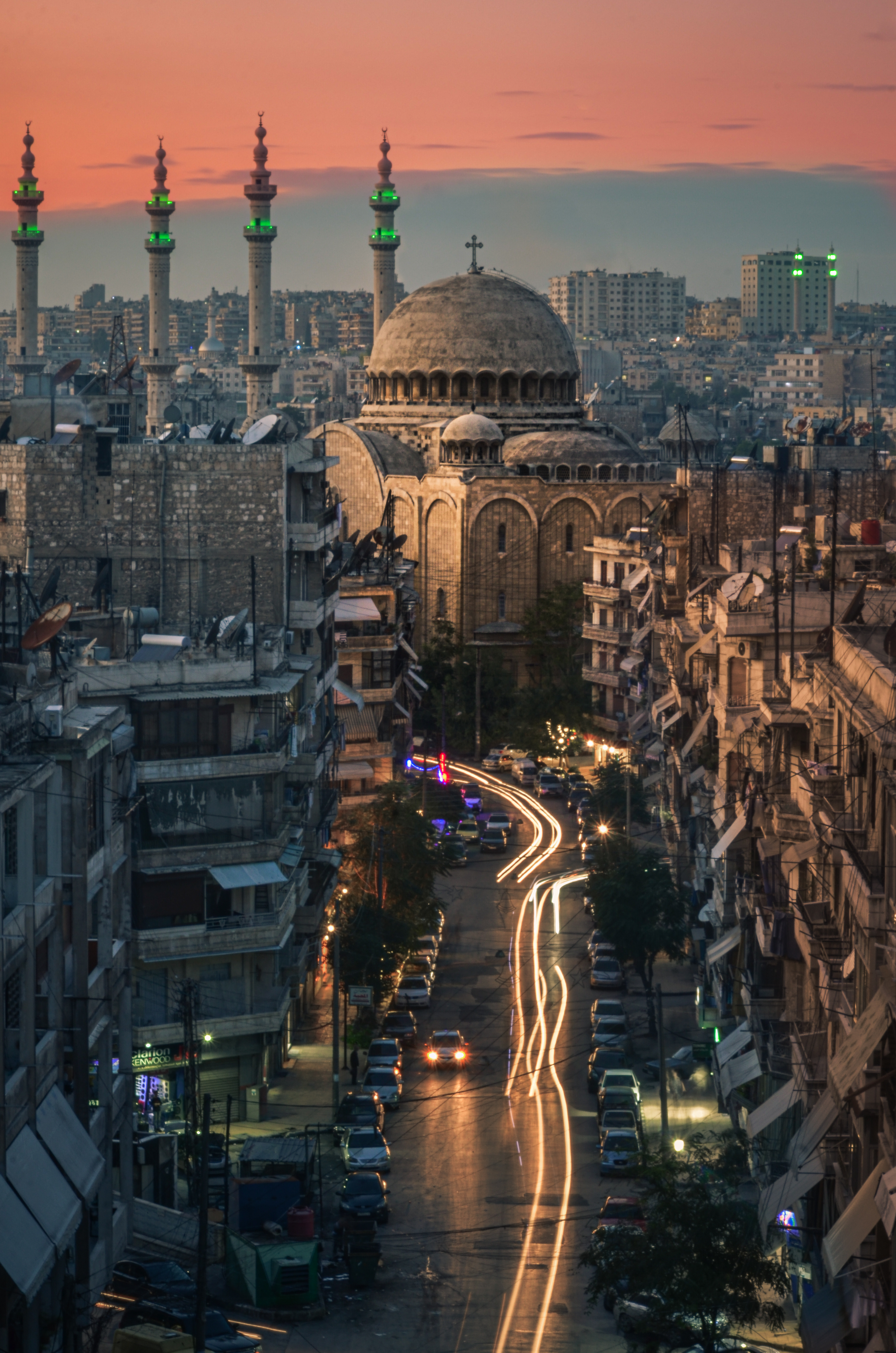
Melkitische Kirche St. Georg in Aleppo mit al-Tawhid-Moschee im Hintergrund, November 2020

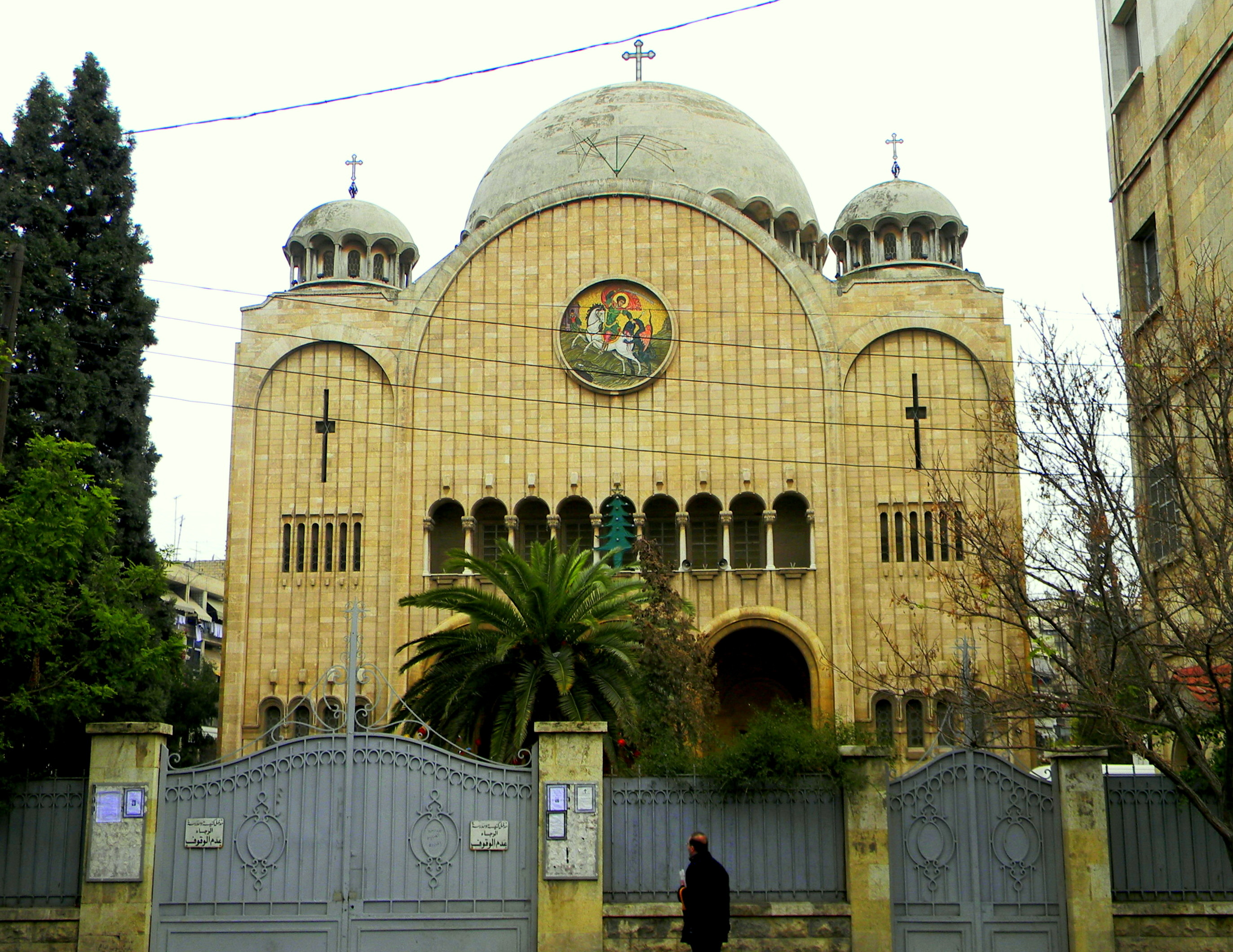
Melkitische Kirche St. Georg, 2011

Die Kirche Sankt Georg (arabisch كنيسة القديس جاورجيوس) ist eine Kirche der melkitischen griechisch-katholischen Kirche in der syrischen Stadt Aleppo aus dem Jahre 1969. Sie ist eine der größten Kirchen Aleppos und steht im Stadtteil Sulaymaniya.

## Standort
Die Kirche steht in Sulaymaniya kaum 100 m südöstlich der al-Tawhid-Moschee (مسجد التوحيد), rund 120 m südlich der Chalil-al-Hindawi-Straße (شارع خليل الهنداوي, DMG Šāriʿ Ḫalīl-al-Hindāwi).

## Geschichte
Mit den Tanzimat-Reformen erkannte das Osmanische Reich ab 1830 die Melkitische Griechisch-katholische Kirche als eigene Körperschaft an, und der osmanische Sultan Mahmud II. gestattete den Neubau von Kirchen. In den Jahren von 1834 bis 1843 errichteten die Melkiten nahe dem Kirchenviertel as-Saliba (الصليبة) im Stadtteil al-Dschudaide im Zentrum Aleppos ihre Heimgang-Mariens-Kathedrale, und in der Nähe entstand bereits 1836 nahe der Nachbarschaft Sharasoos (الشرعسوس oder حي الشرعسوس) eine weitere melkitische Kirche, die Kirche Sankt Georg.
1849 wurde die Kirche erweitert, aber kurz darauf bei den christenfeindlichen Ausschreitungen in Aleppo im Jahre 1850 zerstört. 1852 wurde mit dem Wiederaufbau begonnen. Auch eine zugehörige Schule St. Georg entstand, die als eine der modernsten Aleppos galt. Ende des 19. Jahrhunderts besetzten die osmanischen Streitkräfte das Gebäude und wandelten es in eine Militärkaserne um. Nach Protesten der Bevölkerung gab das Militär den melkitischen Christen ihre Georgskirche zurück. Laut Überlieferung soll dabei eine Rolle gespielt haben, dass die türkischen Soldaten Pferdegetrappel auf dem Kirchendach hörten. Sie beschwerten sich beim melkitischen Bischof, der ihnen sagte, dass der Heilige Georg durch ihre Anwesenheit gestört sei und deshalb über das Dach reite. Deswegen verließen die Soldaten die Kirche am nächsten Tag. In den 1960er Jahren stellte die Kirchenleitung fest, dass es im Stadtzentrum immer weniger melkitsche Christen gab, im Stadtviertel Sulaymaniya dagegen immer mehr. Deswegen kaufte die melkitische Kirche in Sulaymaniya ein neues Kirchengrundstück in der Nähe des Bagdader Bahnhofs. Der Grundstein für die neue Sankt-Georg-Kirche wurde 1960 gelegt, und im März 1969 wurde sie eröffnet. Die alte Kirche wurde von der Gemeinde aufgegeben, und es richtete sich hier eine Schneiderwerkstatt ein. Darüber hinaus blieb sie ein Touristenziel.

## Architektur
Die 1969 aus massivem Beton errichtete Kirche hat einen annähernd quadratischen Grundriss, in der Mitte eine sehr große, auffällige Kuppel mit Kreuz und an jeder ihrer vier Ecken wiederum jeweils eine kleine Kuppel, ebenfalls mit Kreuz. Die Apsis befindet sich an der Ostseite, der Haupteingang mit seinen drei großen, rund gewölbten Torbögen im Westen, wo sich an der Fassade darüber eine Loggia mit neun kleineren Bögen und wiederum darüber ein rundes Bild Georgs des Drachentöters befinden.
Die alte Kirche befand sich, wie in osmanischer Zeit üblich, versteckt in einer Gasse. Die Fassade mit dem Altar zeigte nach Osten, während sich ihr Haupteingang im Norden befand. Die Ikonen befanden sich in einer Halterung aus Marmor.